# Municipio de Osceola (condado de St. Clair)
El municipio de Osceola (en inglés: Osceola Township) es un municipio ubicado en el condado de St. Clair en el estado estadounidense de Misuri. En el año 2010 tenía una población de 1923 habitantes y una densidad poblacional de 15,94 personas por km².

## Geografía
El municipio de Osceola se encuentra ubicado en las coordenadas 38°2′59″N 93°41′20″O / 38.04972, -93.68889. Según la Oficina del Censo de los Estados Unidos, el municipio tiene una superficie total de 120.66 km², de la cual 106,6 km² corresponden a tierra firme y (11,65 %) 14,05 km² es agua.

## Demografía
Según el censo de 2010, había 1923 personas residiendo en el municipio de Osceola. La densidad de población era de 15,94 hab./km². De los 1923 habitantes, el municipio de Osceola estaba compuesto por el 95,84 % blancos, el 0,88 % eran afroamericanos, el 0,83 % eran amerindios, el 0,05 % eran asiáticos, el 0,21 % eran de otras razas y el 2,18 % eran de una mezcla de razas. Del total de la población el 2,81 % eran hispanos o latinos de cualquier raza.